# Suctobelba tumulata
Suctobelba tumulata är en kvalsterart som beskrevs av Harold G. Higgins och Tyler A. Woolley 1976. Suctobelba tumulata ingår i släktet Suctobelba och familjen Suctobelbidae. Inga underarter finns listade i Catalogue of Life.